# Partido Ahrar (Egipto)
El Partido Ahrar, originalmente Partido Liberal de los Socialistas, (en árabe: Hizb al-ahrar al-ischtiraki حزب الأحرار‎)) es un partido democrático, liberal y secular de Egipto conocido también simplemente como Partido Liberal.
Este partido, en general, propugna una línea política conservadora y liberal.
Se desarrolló en el contexto de la diferenciación, a partir de 1974, de la Unión Socialista Árabe en tres plataformas políticas (derecha, centro, izquierda). Representaba a la tendencia de derecha del Movimiento de los Oficiales Libres, presidida por Mustafa Kamel Murad.
En las elecciones parlamentarias de 2000, el partido obtuvo 1 de 444 mandatos en la Asamblea Popular de Egipto.  Sin embargo, en las siguientes de 2005, el partido no logró mandato alguno. El Ahrar puede considerarse un partido liberal.

## Plataforma
- La Sharia islámica como principal fuente de legislación.
- Libertad de expresión y de pensamiento.
- Elección del Presidente y del Vicepresidente a través de elecciones libres.
- Fortalecimiento del rol del sector económico privado.
- Aseguramiento de los derechos básico de obreros y campesinos.
- Libertad de prensa.
- Independencia del poder judicial.
- Desarrollo educacional.